# San Millán de Yécora
San Millán de Yécora è un comune spagnolo di 51 abitanti situato nella comunità autonoma di La Rioja.